# موريس ألبرت
موريس ألبرت (بالبرتغالية: Morris Albert‏) هو مغني وعازف بيانو وملحن وكاتب أغاني برازيلي، ولد في 7 سبتمبر 1951 في ساو باولو في البرازيل.

## وصلات خارجية
- موريس ألبرت على موقع IMDb (الإنجليزية)
- موريس ألبرت على موقع ميوزك برينز (الإنجليزية)
- موريس ألبرت على موقع قاعدة بيانات برودواي على الإنترنت (الإنجليزية)
- موريس ألبرت على موقع إن إن دي بي (الإنجليزية)
- موريس ألبرت على موقع ديسكوغز (الإنجليزية)